# Comunas da República do Congo
Os Departamentos da República do Congo estão subdivididos administrativamente em 86 distritos e 6 comunas. Apenas cinco departamentos possuem comunas. As comunas se subdividem em arrondissements.
As 6 comunas, por departamento:
- Departamento de Niari : Dolisie e Mossendjo
- Departamento de Bouenza: Nkayi
- Departamento de Sangha: Ouésso
- Departamento de Brazavile: Brazavile*
- Departamento de Pointe-Noire: Pointe-Noire*

* Brazzaville e Pointe-Noire são departamentos e comunas ao mesmo tempo pois são constituídos por uma única comuna cada.